# Colonias de cernícalo primilla en iglesias de Almodovar del Campo y Tierteafuea
Colonias de cernícalo primilla en iglesias de Almodovar del Campo y Tierteafuea este o arie protejată (arie de protecție specială avifaunistică — SPA) din Spania întinsă pe o suprafață de 0 ha, integral pe uscat.

## Localizare
Centrul sitului Colonias de cernícalo primilla en iglesias de Almodovar del Campo y Tierteafuea este situat la coordonatele 38°42′35″N 4°10′46″W / 38.7096°N 4.1795°V.

## Înființare
Situl Colonias de cernícalo primilla en iglesias de Almodovar del Campo y Tierteafuea a fost declarat arie de protecție specială avifaunistică în noiembrie 2020 pentru a proteja 5 specii de animale.

## Biodiversitate
Situată în ecoregiunea mediteraneană, aria protejată nu include niciun habitat protejat.
La baza desemnării sitului se află mai multe specii protejate de  păsări (5): lăstunul mare (Apus apus), barză albă (Ciconia ciconia), Falco naumanni, Pyrrhocorax pyrrhocorax, strigă (Tyto alba).